# Corte Superior de Justicia del Santa
La Corte Superior de Justicia del Santa es el tribunal de apelación cuya sede es la ciudad de Chimbote, capital de la provincia homónima y cuya competencia se extiende a todo el Distrito Judicial del Santa. Fue creada el 8 de mayo de 1997 durante gobierno de Alberto Fujimori. Está compuesta por un total de 6 salas superiores que conocen en segunda instancia las sentencias expedidas por los juzgados especializados del distrito judicial.

## Historia
Los territorios que se encuentran bajo la jurisdicción de esta Corte estuvieron inicialmente bajo la competencia de la Corte Superior de Justicia de Áncash que fue creada el 23 de enero de 1861.
El 30 de noviembre de 1994, se constituyó la Sala Mixta Descentralizada Transitoria en la provincia del Santa, autorizándose su funcionamiento permanente mediante Resolución Administrativa N° 014 – CME – PJ de fecha 4 de enero de 1996 en cumplimiento de lo estipulado por la Cuarta Disposición Final y Transitoria de la Ley Orgánica del Poder Judicial (1992).
Posteriormente, el 25 de junio de 1996, según Resolución Administrativa N° 135 – 96 – CME – PJ, se creó la Sala Penal Transitoria en la provincia del Santa, con sede, también, en la ciudad de Chimbote, cuyo funcionamiento logró descongestionar la carga procesal de la Sala Mixta. El 8 de mayo de 1997, mediante Resolución Administrativa N° 376 – CME – PJ, se desconcentró el Distrito Judicial de Áncash y se creó el Distrito Judicial del Santa durante el gobierno de Alberto Fujimori, se retiraron de su competencia las provincias litorales del departamento de Áncash y se formó el distrito judicial y la Corte Superior de Justicia del Santa con sede en Chimbote. La instalación se dio el 30 de junio de 1997.

## Competencia territorial
Según la organización territorial inicial, las Cortes Superiores tenían competencia territorial en el departamento de su sede, el mismo que se correspondía con un determinado Distrito Judicial. Sin embargo, esta división fue modificándose paulatinamente por razones de cercanía comunicativa. En la actualidad la Corte Superior de Justicia del Santa es una excepción de esa regla al tener competencia territorial sólo sobre cinco provincias del departamento de Áncash: las provincias costeñas de Casma, Huarmey y del Santa) así como las provincias andinas de Corongo del mismo departamento.

## Composición
La Corte Superior de Justicia del Santa está conformada por 3 salas superiores:
- 2 Salas Civiles con sede en Chimbote
- 1 Sala Laboral con sede en Chimbote
- 3 Salas Mixtas con sede en Chimbote

Cada Sala está conformada por tres jueces superiores que, en el Perú, reciben la denominación de "vocales superiores". La reunión de todos los vocales superiores constituyen la "Sala Plena" que es el máximo órgano deliberativo de la Corte Superior.

## Presidente de la Corte Superior
De conformidad con los artículos 38 y 45 de la Ley Orgánica del Poder Judicial, los vocales eligen un Presidente de la Corte Superior. En el caso del Santa, la elección se realiza el primer jueves del mes de diciembre cada dos años mediante votación secreta de los vocales superiores titulares.
El actual Presidente de la Corte Superior es la doctora María Luisa Apaza Panuera.